# جیمی واکر (بازیکن فوتبال)
جیمی واکر (انگلیسی: Jimmy Walker؛ زادهٔ ۹ ژوئیهٔ ۱۹۷۳) یک بازیکن فوتبال اهل بریتانیا است.